# Лебедев, Клавдий Васильевич
Клавдий Васильевич Лебедев (16 [28] октября 1852, Российская империя — 21 сентября [4 октября] 1916, Москва) — русский исторический и церковный живописец, академик живописи и действительный член Императорской Академии художеств.

## Биография
Клавдий Васильевич Лебедев происходил из крестьянской семьи, учился в Строгановском училище и Московском училище живописи, ваяния и зодчества у В. Г. Перова и Е. С. Сорокина. С 1890 года там же преподавал.
В 1881 году был награждён большой серебряной медалью и получил звание классного художника 3-й степени. Член общества передвижников с 1891 года.
1897 — академик живописи, с 1906 — действительный член Академии художеств.
Состоял профессором натурного класса Академии Художеств, преподавал в 1894—1898 гг.
Предположительно в 1904 году вступил в брак с вдовой надворного советника Павла Тимофеевича Волкова — Марией Алексеевной Волковой.

## Творчество

### Живопись
Жанровый живописец, писал в духе реализма на темы русской истории X—XVII веков. Оставил большое наследие в виде исторических полотен и рисунков со сценами из «домашнего быта» боярской Руси.

### Иллюстрации и книжная графика
Иллюстрировал русские сказки, сотрудничал с журналами «Живописное обозрение», «Всемирная иллюстрация», «Нива». Участвовал в иллюстрировании многотомного издания «Великокняжеская, царская и императорская охота на Руси». Был штатным художником издательского товарищества И. Д. Сытина.
Оригинальные рисунки К. В. Лебедева хранились в музее истории религии.

### Иконопись
Совместно с А. И. Корзухиным расписывал Вознесенский собор в Ельце (1877 г.). Создал иконы для иконостаса болгарской церкви Святого Стефана в Стамбуле (1898—1906 годы). Сто пятнадцать созданных им эскизов и рисунков находится в собрании Церковно-археологического Кабинета Московской духовной академии.
В начале XX века иллюстрировал Библию: Лебедев К. В. Картины по Священной истории Ветхого Завета. Вып. 1. — М., 1911—1912. Иллюстрации к Библии К. В. Лебедев создавал в 1908—1909 годах. Из 100 листов для публикации художником были отобраны 43.

## Выставки
С 1877 участник выставок МУЖВЗ, Петербургской АХ (1884—1902), Всемирной выставки в Чикаго (1893). Член и экспонент передвижных выставок (1884—1918, член с 1891), Московского общества любителей художеств (1898—1908). Член Общества художников исторической живописи.

## Третьяковская галерея
- «Боярская свадьба» (1883),
- «К сыну» (1894),
- «На родине» (1897).

## Из воспоминаний современников
… был художником среднего дарования, не поднимавшимся над уровнем второстепенных передвижников… Сам мягкий и робкий, он и внешность имел такую же, несколько сладкую, «истинно художественную»: мягкие вьющиеся волосы, кокетливую небольшую бородку и носил мягкий фуляровый галстук.— И. Э. Грабарь

Одарённый мягкой, нежной душой, человек исключительной доброты и безупречной честности — он так же честно относился к любому делу, с такой же любовью и щепетильной добросовестностью штудировал каждую мелочь — узор на платке бабы или боярском костюме, складки на тулупе мужика, орнамент на старинной чаре…— Маковский В. Е. К. В. Лебедев (некролог) // Нива. — 1916. — № 50. — С. 821.

## Галерея

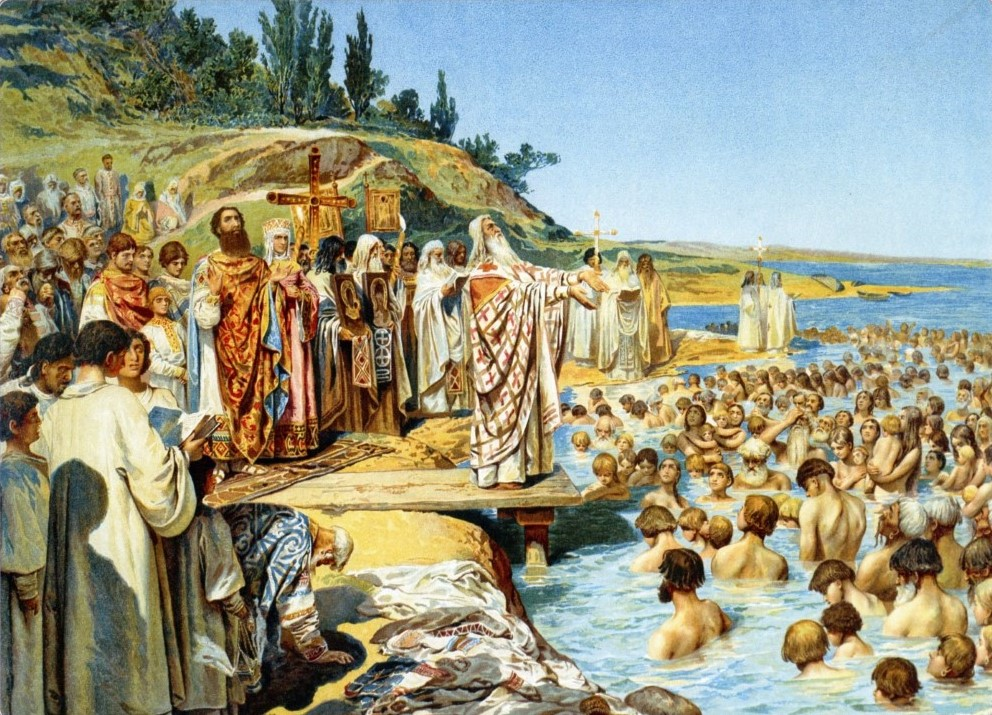
Крещение киевлян
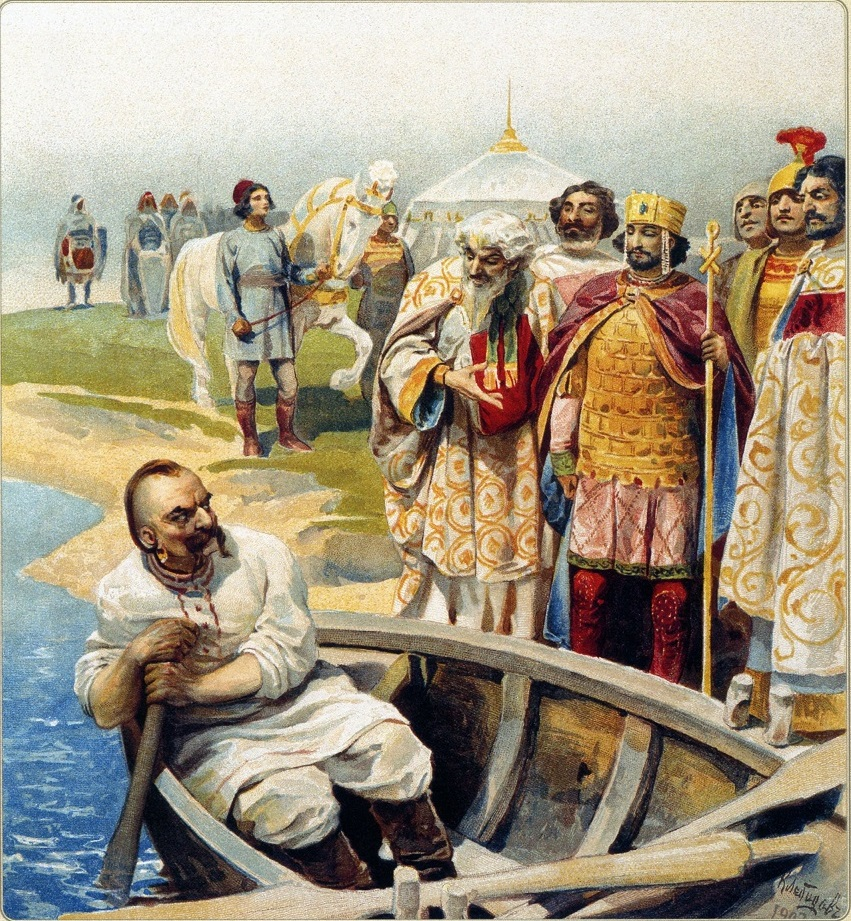
Встреча Святослава с византийским императором Цимисхием на берегу Дуная
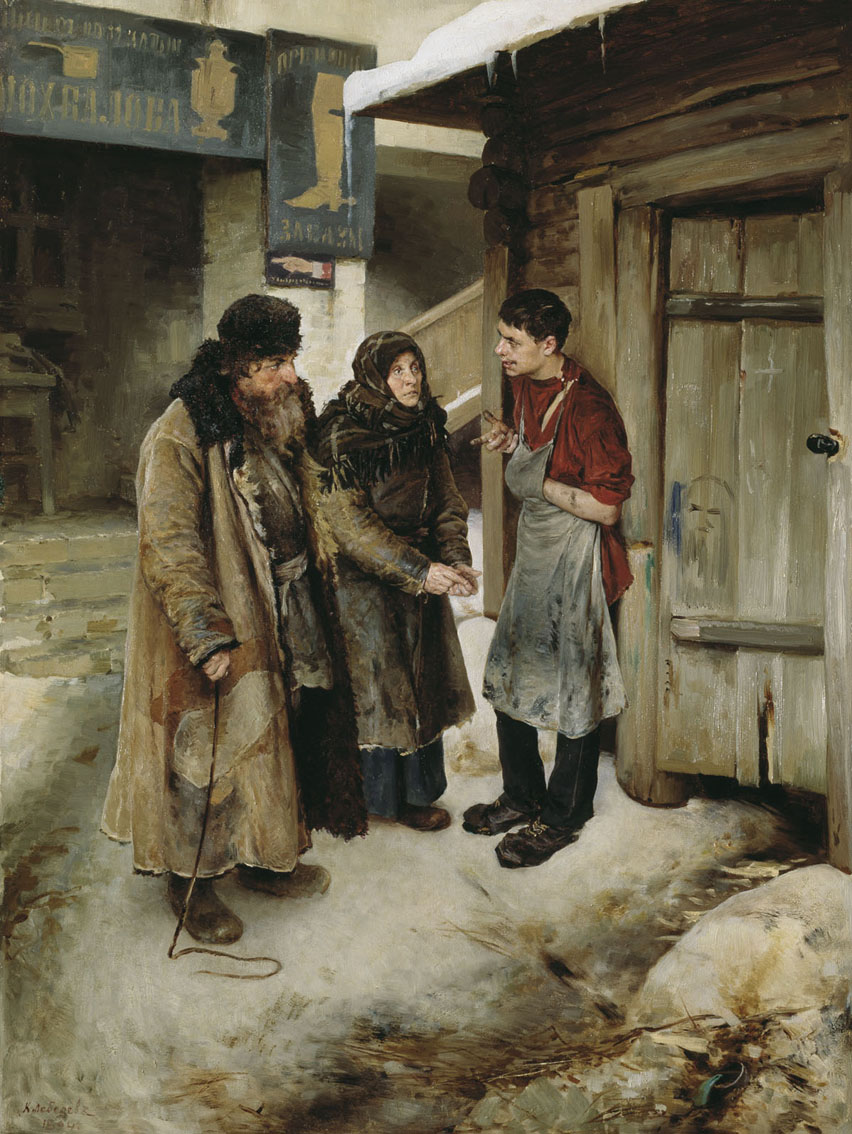
К сыну (1894)
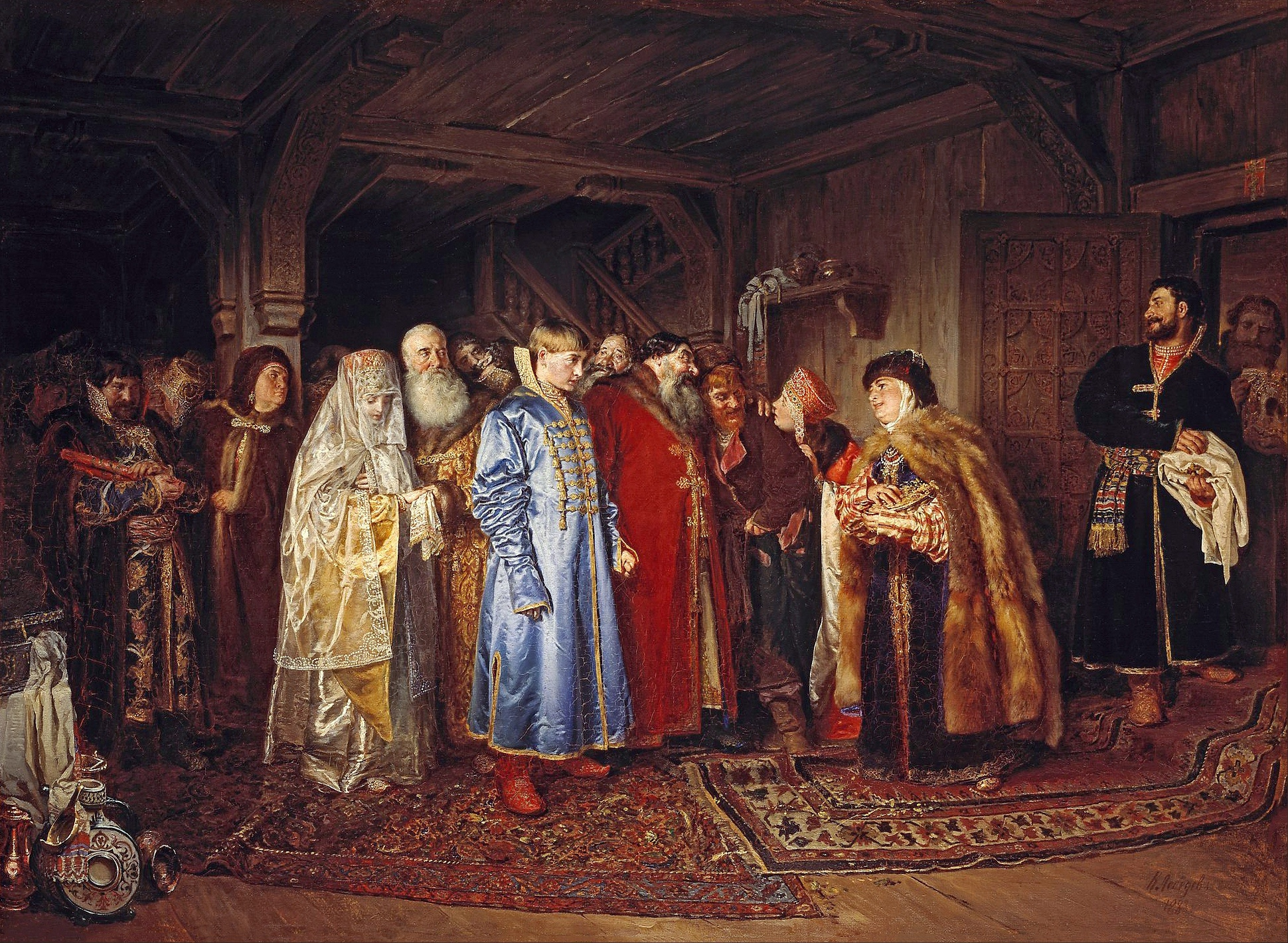
Боярская свадьба (1883)
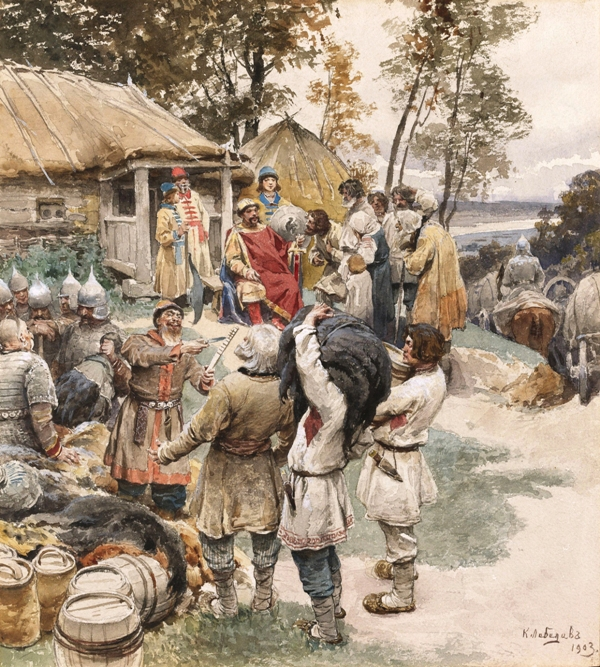
Князь Игорь собирает дань с древлян.
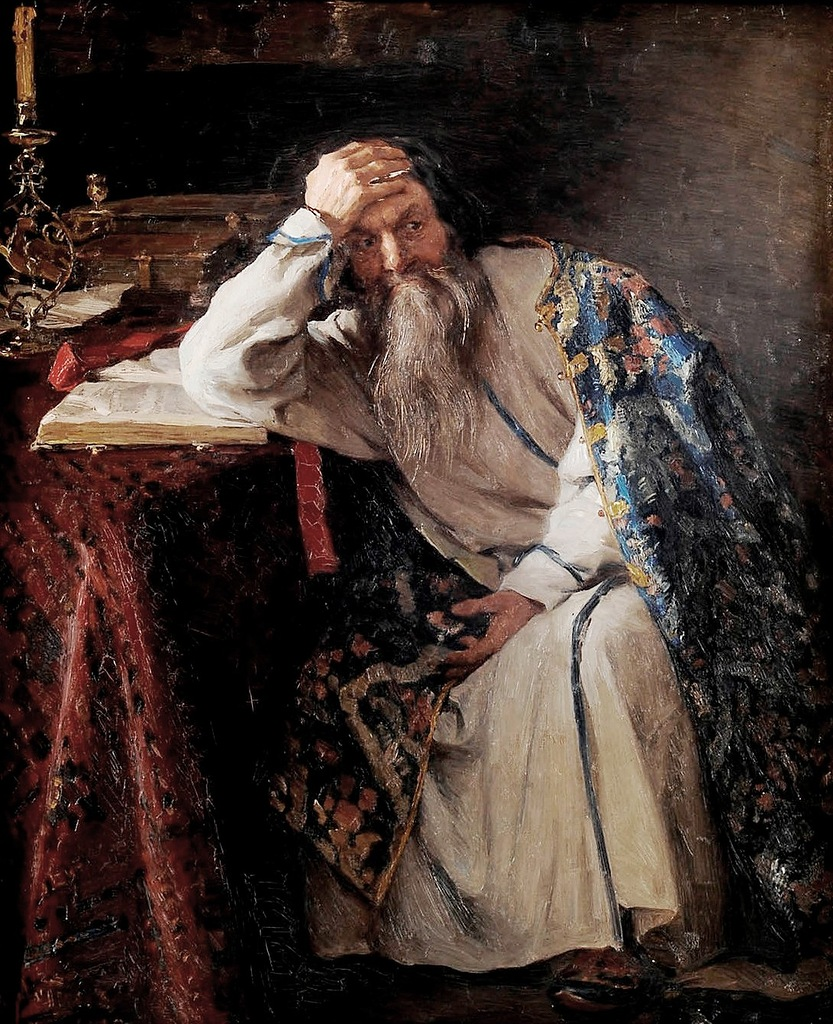
Иван Грозный
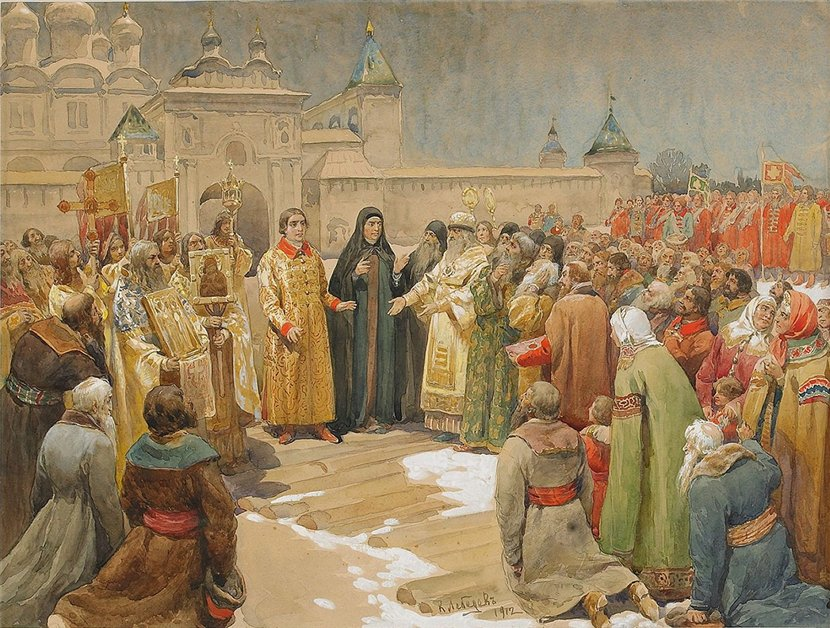
Избрание на царство Михаила Романова.
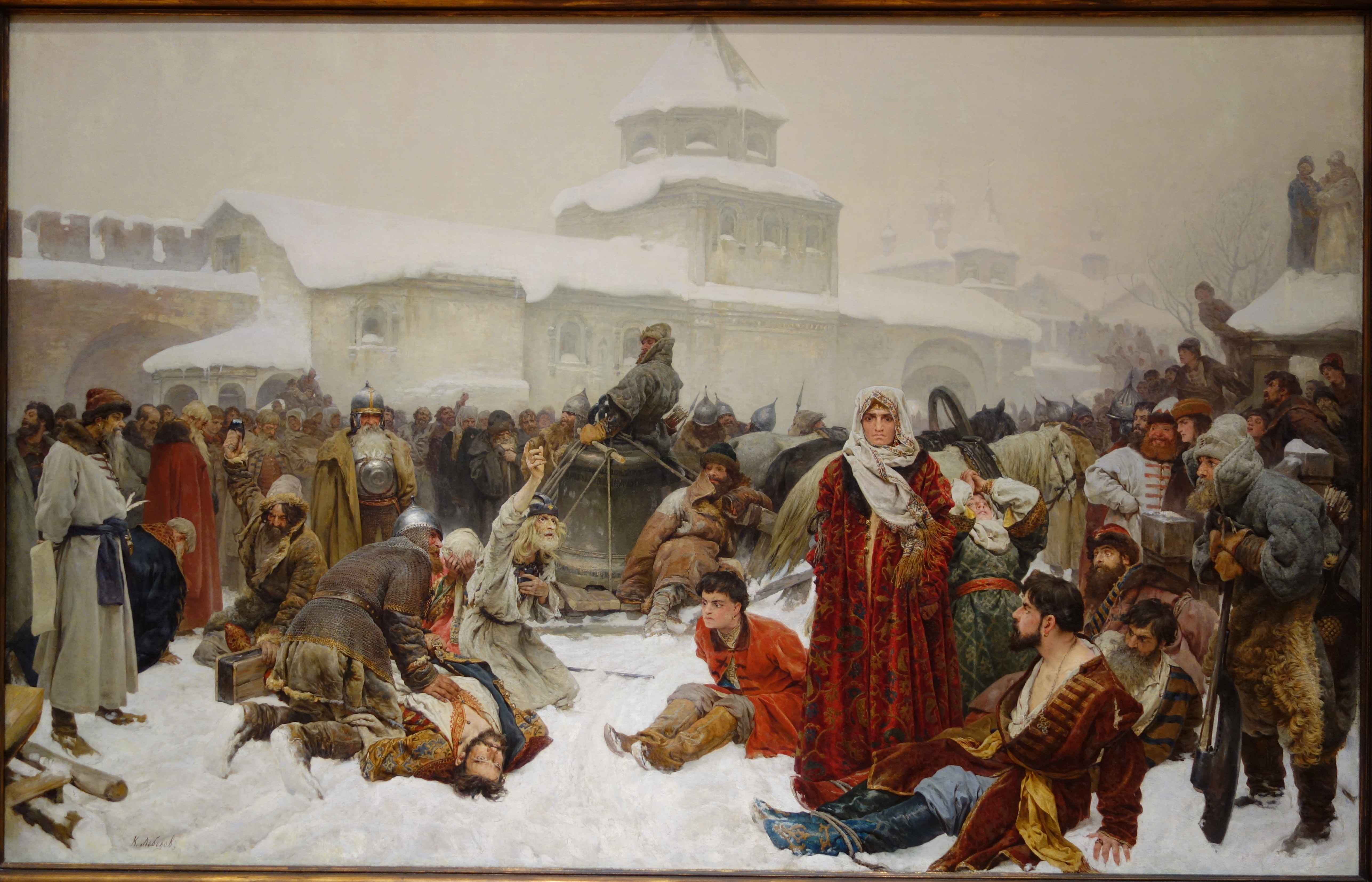
Марфа Посадница. Падение Новгорода.
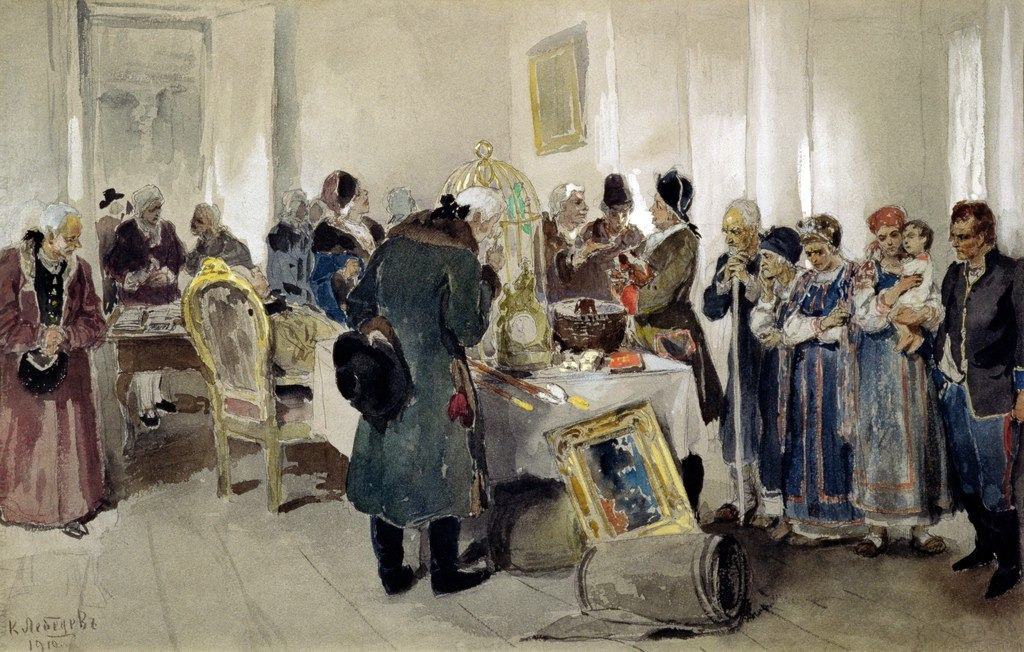
Продажа крепостных с аукциона (1910).

## В филателии

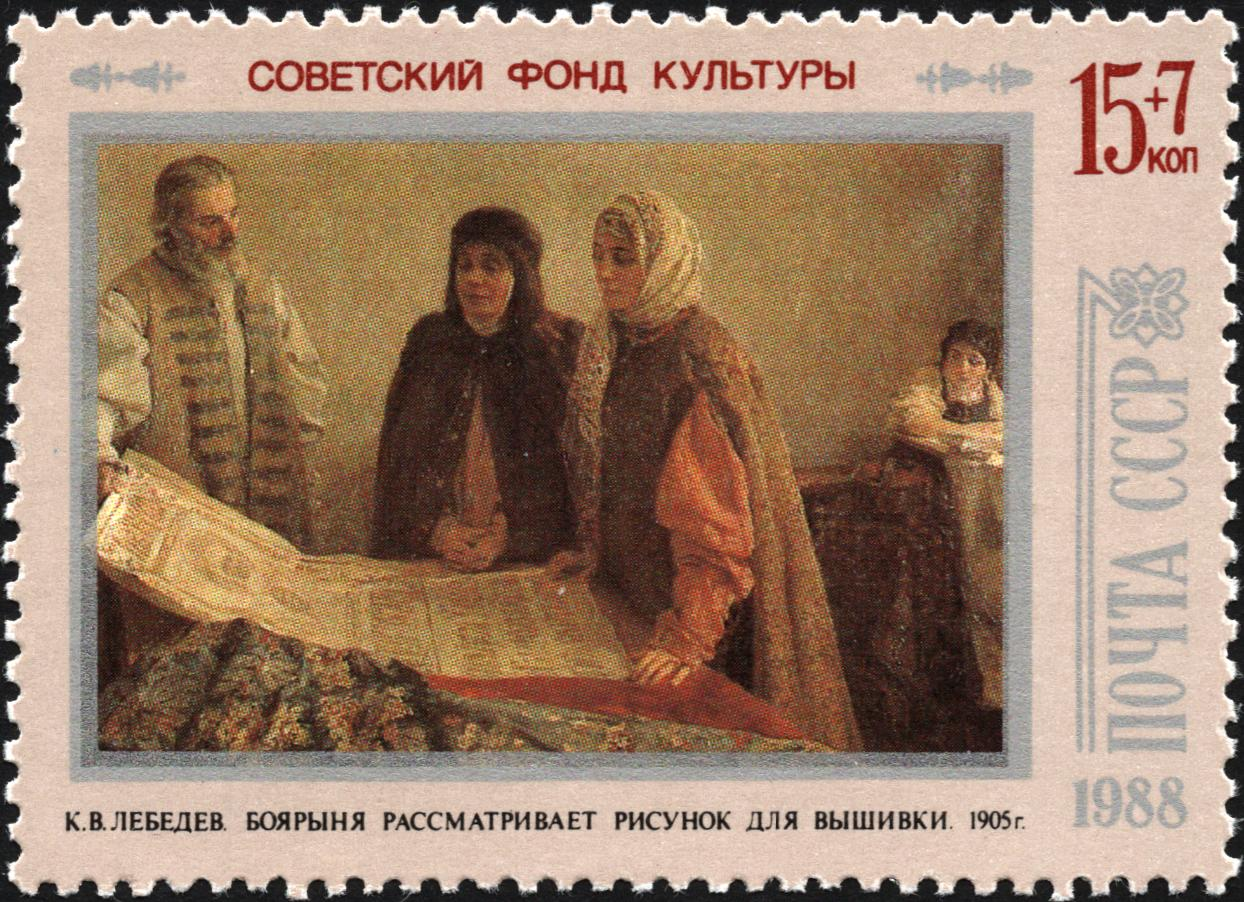
Боярыня рассматривает рисунок для вышивки

Картина К. В. Лебедева «Боярыня рассматривает рисунок для вышивки» (1905) репродуцирована на почтовой марке СССР 1988 года.